# Басун, Сергей Александрович
Сергей Александрович Басун (род. 1951) — советский и российский учёный-физик, лауреат премии имени А. Ф. Иоффе (2008).

## Биография
Родился 16 февраля 1951 года.
После окончания вуза работает в ФТИ им. А. Ф. Иоффе АН СССР (РАН), последняя должность — старший научный сотрудник.
В 1982 г. защитил кандидатскую диссертацию на тему «Многократное резонансное рассеяние неравновесных акустических фононов в рубине».
В 1983 г. вместе с А. А. Каплянским и С. П. Феофиловым обнаружил новое фотоэлектрическое явление в примесных диэлектриках — спонтанное образование под действием света устойчивых доменов сильного (105 — 106 В/см) электрического поля противоположного знака в кристаллах концентрированного рубина.

## Награды и премии
- 2001 год — Премия за лучшую публикацию. МАИК Наука/Интерпериодика (Басун С. А., Бурсиан В. Э., Раздобарин А. Г., Сочава Л. С.) (лаб. Каплянского).
- 2002 год — Премия им. Я. И. Френкеля. ФТИ им. А. Ф. Иоффе (Басун С. А., Каплянский А. А.) (лаб. Каплянского А. А.) — за цикл работ «Механизмы фотоионизации примесных ионов и фотоэлектрические, люминесцентные и спектроскопические явления в диэлектриках».
- Лауреат премии имени А. Ф. Иоффе (2008, вместе с Александром Александровичем Каплянским и Борисом Владимировичем Новиковым) — за цикл работ «Спектроскопические исследования фотоэлектрических явлений в кристаллах»[2].

## Избранные труды
- Басун С. А., Каплянский А. А., Феофилов С. П. Наблюдение переноса энергии возбуждения в рубине, индуцированного резонансными фононами 29 см−1 // ЖЭТФ. 1984. Т. 87. № 6 (12). С. 2047—2063.
- Басун С. А, Каплянский A.A., Феофилов С. П. Псевдоштарковское расщепление в спектрах кристаллов Li2 Ge7 O15: {\displaystyle Cr^{3+}}, индуцированное сегнетоэлектрическим фазовым переходом // ФТТ 34, 11, 3377-3386 (1992).
- Басун С. А., Каплянский Д. Д., Феофилов С. П. Дипольные центры в кристаллах Li2 Ge7 O16, активированных (3d)3-ионами: микроструктура и спектроскопические эффекты внутреннего и внешнего электрического поля // ФТТ 36, 11, 3429-3449 (1994).
- Басун С. А., Каплянский А. А., Феофилов С. П. Псевдоштарковское расщепление в спектрах кристаллов индуцированное сегнетоэлектрическим фазовым переходом // ФТТ 34, 11, 3377-3386(1992).
- Акимов А. В., Басун С. А., Каплянский А. А., Москаленко Е. С., Феофилов С. П. Люминесцентные исследования свойств неравновесных фононов в некристаллических твердых телах. // Изв. РАН, сер. физ., 56, 2, 26-37 (1992).